# Fatum Nyíregyháza
Fatum Nyíregyháza är en volleybollklubb från Nyíregyháza, Ungern. Laget debuterade i Nemzeti Bajnokság I (högsta divisionen) 1997. Sedan dess har de vunnit ligan sex gånger och ungerska cupen nio gånger. De har tagit titlarna dels under en framgångsrik period kring och strax efter millennieskiftet samt sedan 2017